# Anisothecium elegans
Anisothecium elegans är en bladmossart som beskrevs av Thériot 1935. Anisothecium elegans ingår i släktet Anisothecium och familjen Dicranaceae. Inga underarter finns listade i Catalogue of Life.